# Bubble Puppy
Bubble Puppy era um a banda de garagem de rock psicodélico dos anos 1960 que gravaram apenas um disco, Gathering of Promises. A banda era composta por Roy Cox, David Fore, Todd Potter e Rod Prince. É originalmente do Texas, e mais tarde teve outra formação com o nome de Demian.